# New Glenn
New Glenn je těžká nosná raketa americké soukromé společnosti Blue Origin. Co se nosnosti týče, New Glenn je srovnatelný s raketou Falcon Heavy nebo s Ariane 6. Raketa je pojmenována po Johnovi Glennovi, prvnímu Američanovi na orbitě Země.

## Znovupoužitelnost
Nosič je navržen k částečné znovupoužitelnosti. První stupeň má schopnost motoricky přistát na autonomní plovoucí plošině Jacklyn. Podle Blue Origin by první stupeň mohl letět až 25krát. První pokus však skončil neúspěšně.
Druhý stupeň rakety nemá být v rané fázi znovupoužitelný. Na možnosti opakovaného použití se však pracuje od roku 2021 v rámci projektu Jarvis.